# Não Kahlo
Não Kahlo (em espanhol No Kahlo) é um espectáculo performativo da D. Mona Produções. Estreado em Maio de 2018, em Lisboa, e com estreia marcada para Julho, em Madrid, o espectáculo propõe uma abordagem pluriartística, passando pela performance, as artes plásticas, a dança contemporânea, a arte literária, a etnografia ou o audiovisual, partindo da vida, obra e sonhos da pintora mexicana Frida Kahlo.

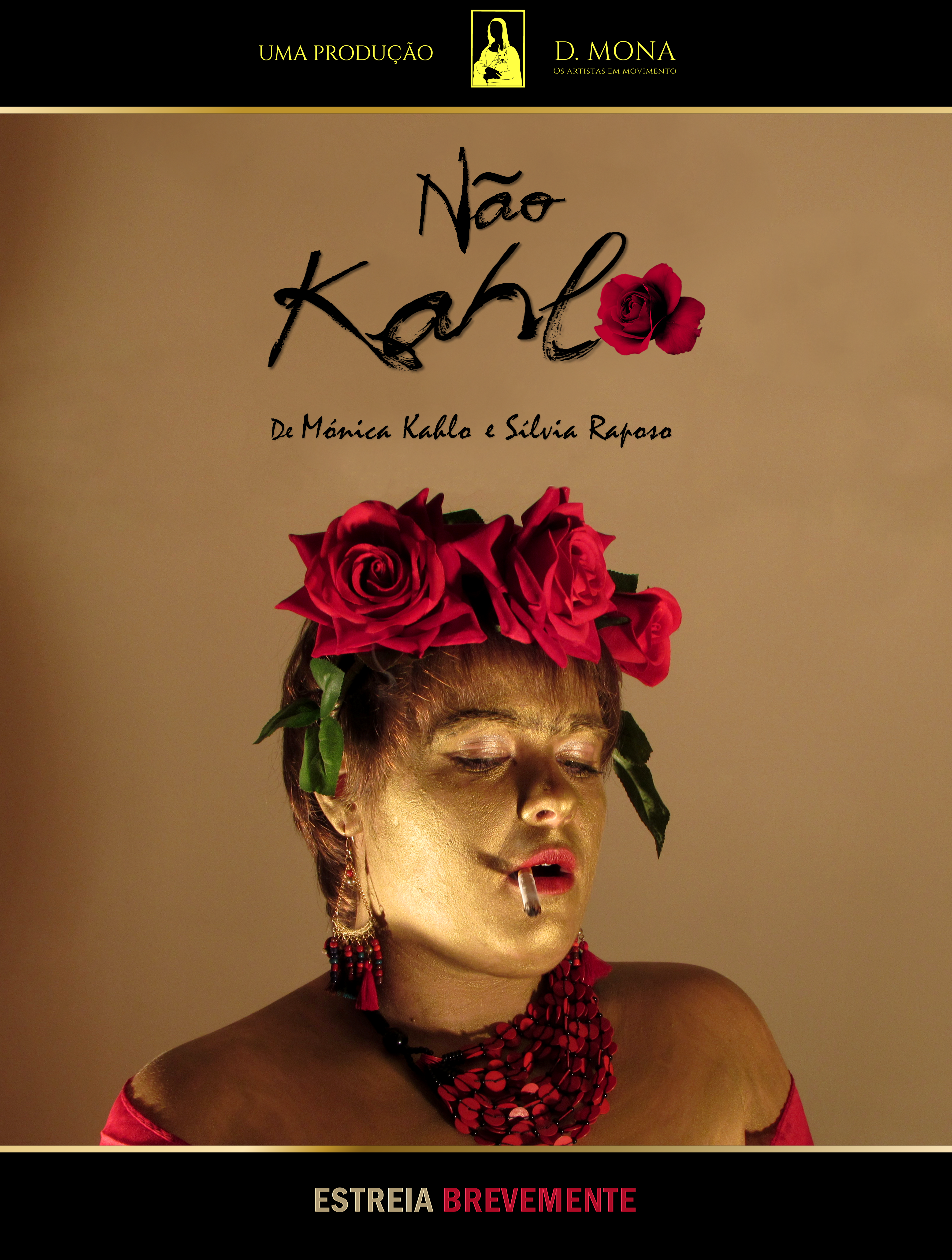
Cartaz do espectáculo Não Kahlo da D. Mona Produções.

## O espectáculo
Não Kahlo apresenta-se enquanto um espectáculo pluriartístico liderado por mulheres. O espectáculo é uma criação da D. Mona Produções, da encenadora e actriz Mónica Kahlo e da antropóloga e investigadora Sílvia Raposo, reivindicando um espaço de reflexão e experimentação artísticas:
| “ | Não Kahlo é canibalista. Comeu a orelha direita de Van Gogh. Não Kahlo é cleptomaníaca. Roubou as rosas de Santa Isabel para adornar os cabelos de Frida. Não Kahlo é contra-hegemónica. Arrancou o bigode de Dali para fazer a peruca de Barloff. Não Kahlo é inconformada. Abriu a vala de Shakespeare para desenterrar a caveira de Yorick. Não Kahlo é amante. As suas criações são exercícios espirituais. Não Kahlo é iconoclasta. Subtraiu um prego à cruz e pregou-o na lista telefónica. Não Kahlo é a acção de se desdobrar em infinitas mulheres. Não Kahlo está de esperanças e quer parir um tigre que devore Shakespeare, Brecht, Van Gogh, Artaud, Cicciolina, Rivera, Abu-lughod, Heiner Müller, Monet, Foucault, Fassbinder, Ed Wood, Pina, Gauguin, Stanislavski, Beckett, Frida, Cesariny, Beethovan, Fernando Pessoa e mais os planetas desertos, que também mandam coisas, para os digerir e cuspir na caixa preta. | ” |
|   | — Sinopse. |   |

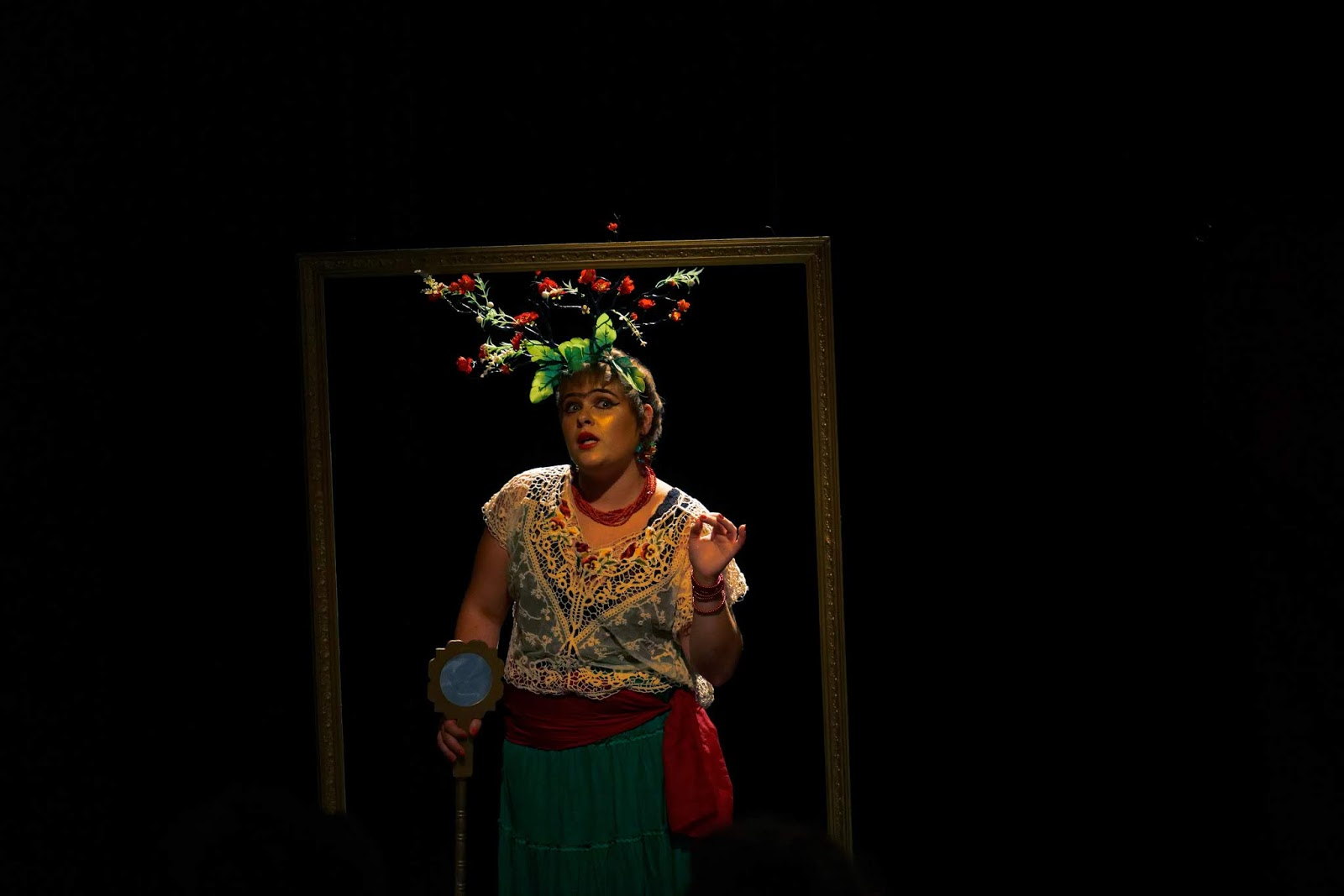
Espectáculo Não Kahlo no C. C. Malaposta.

Não Khalo apresenta-se enquanto um espectáculo multilingue (falado em português, espanhol, inglês e francês), no qual as limitações são convertidas em abordagens estéticas, porque "é preciso dizer rosa em vez de dizer ideia", numa estratégia  poético-performativa de bricolage cultural, inversão de categorias histórico-sociais e nomadismo artístico. A encenação é de Mónica Kahlo, a produção e concepção de figurinos de Helena Raposo e a cenografia de Sílvia Raposo e Mónica Kahlo. 
O espectáculo propõe um diálogo com o surrealismo, partindo da vida de Frida Kahlo, mas também da história do colectivo D. Mona. A criação é designada pela encenadora como canibalista, uma espécie de Frankenstein artístico:
| “ | O objectivo era desconstruir algumas obras da pintura e construir um espectáculo, uma espécie de pós-Pollock (...). Durante o processo de pesquisa apaixonámo-nos pela pintura do Diego Rivera, pela força que ela tinha, o que nos levou à Frida. A Frida está para a vida como os murais estão para a arte. A sua personalidade é incontornável, a vida e a arte estão entrelaçadas. Ela é autobiográfica também, D. Mona e ela tinham algo em comum. | ” |
|   | — Entrevista a Mónica Kahlo. |   |

Partindo de um trabalho de pesquisa que se debruçou sobre as vanguardas artísticas, particularmente o impressionismo e expressionismo, Mónica Kahlo e Sílvia Raposo procuraram o refutamento de teses partindo da experimentação. O espectáculo estreou a 7 de Maio no Centro Cultural Malaposta, tendo a estreia internacional agendada para Julho de 2018, em Madrid, regressando a Portugal em Outubro e Novembro em Lisboa e no Porto. O espectáculo sobe à cena ainda na Comuna - Teatro d&e Pesquisa no âmbito do FATAL Convida e integra o Dia Internacional dos Museus no Centro Cultural de Cascais. Em Madrid o espectáculo integra o III Ciclo de Teatro Argentino e o Festival Internacional Clown & Cabaret.

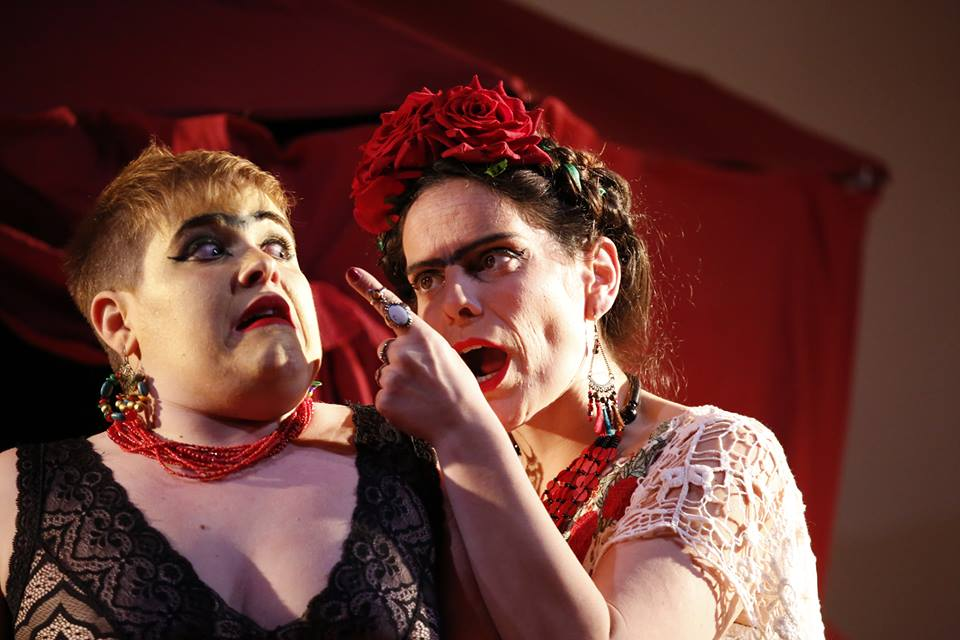
Não Kahlo, produções D. Mona 2

## Elenco
- Mónica Kahlo
- Sílvia Raposo
- Margarida Camacho
- Anabela Pires

## Galeria

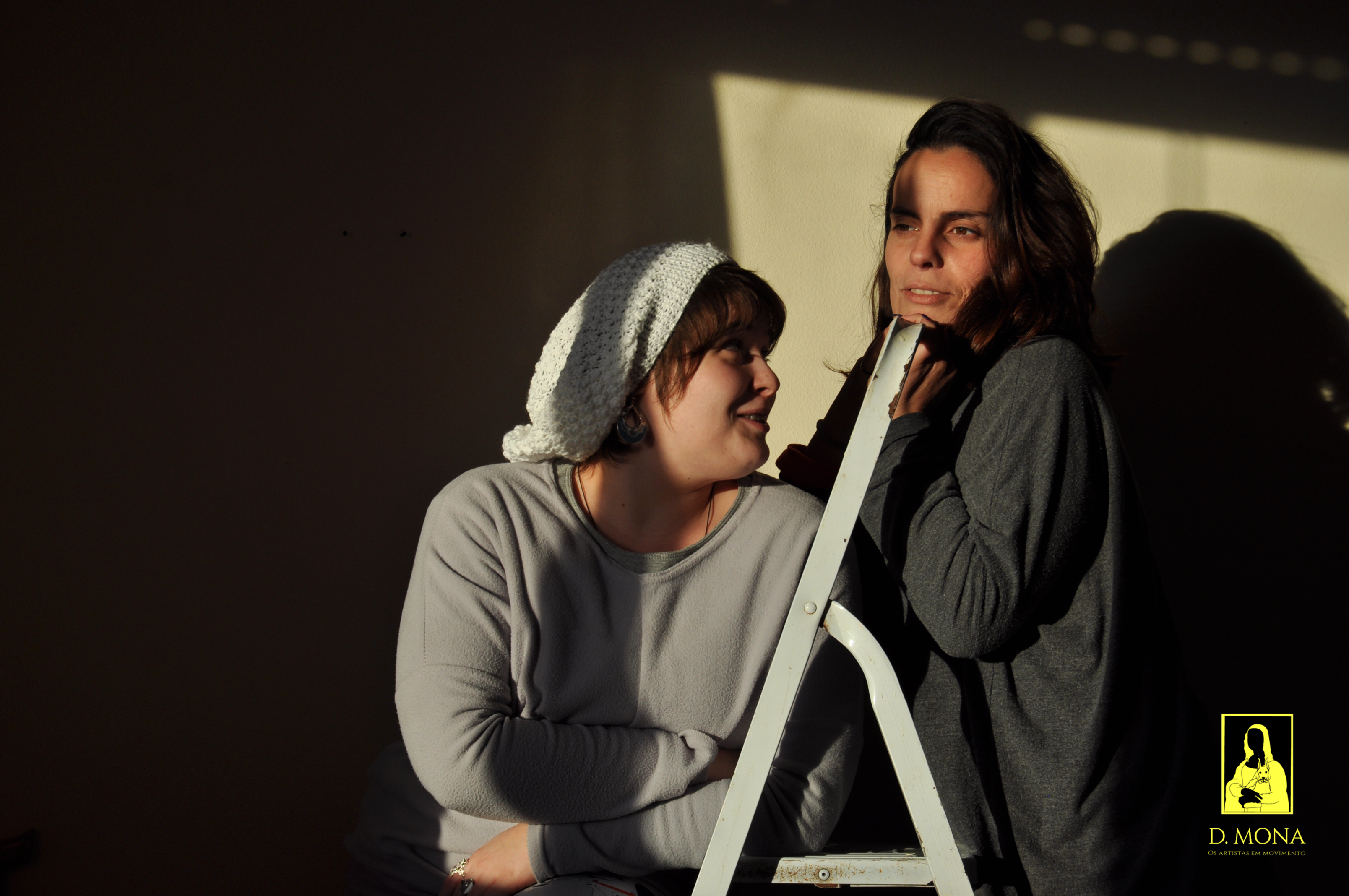
D. Mona. Mónica Kahlo e Margarida Camacho.
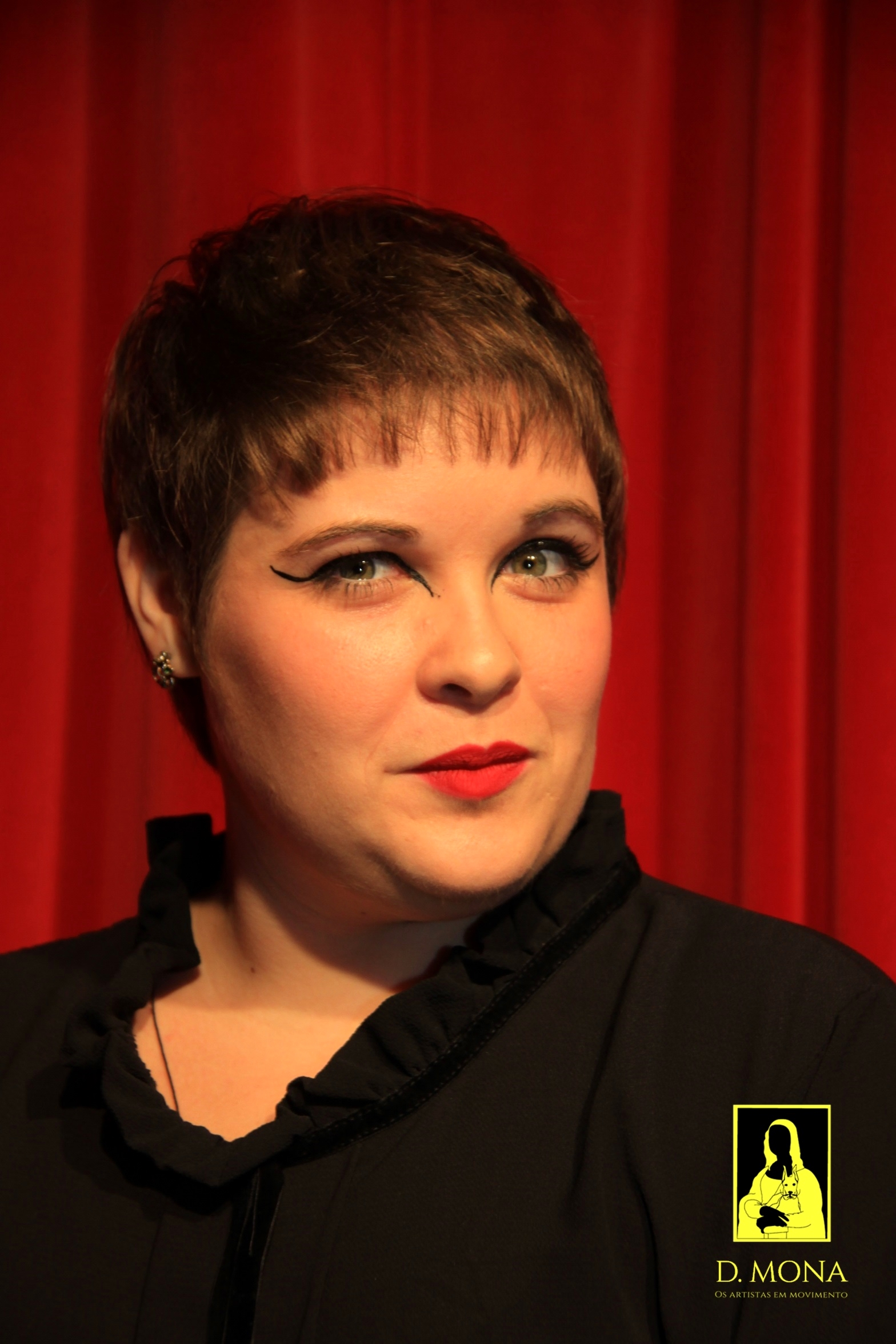
Mónica Kahlo, fundadora da D. Mona Produções
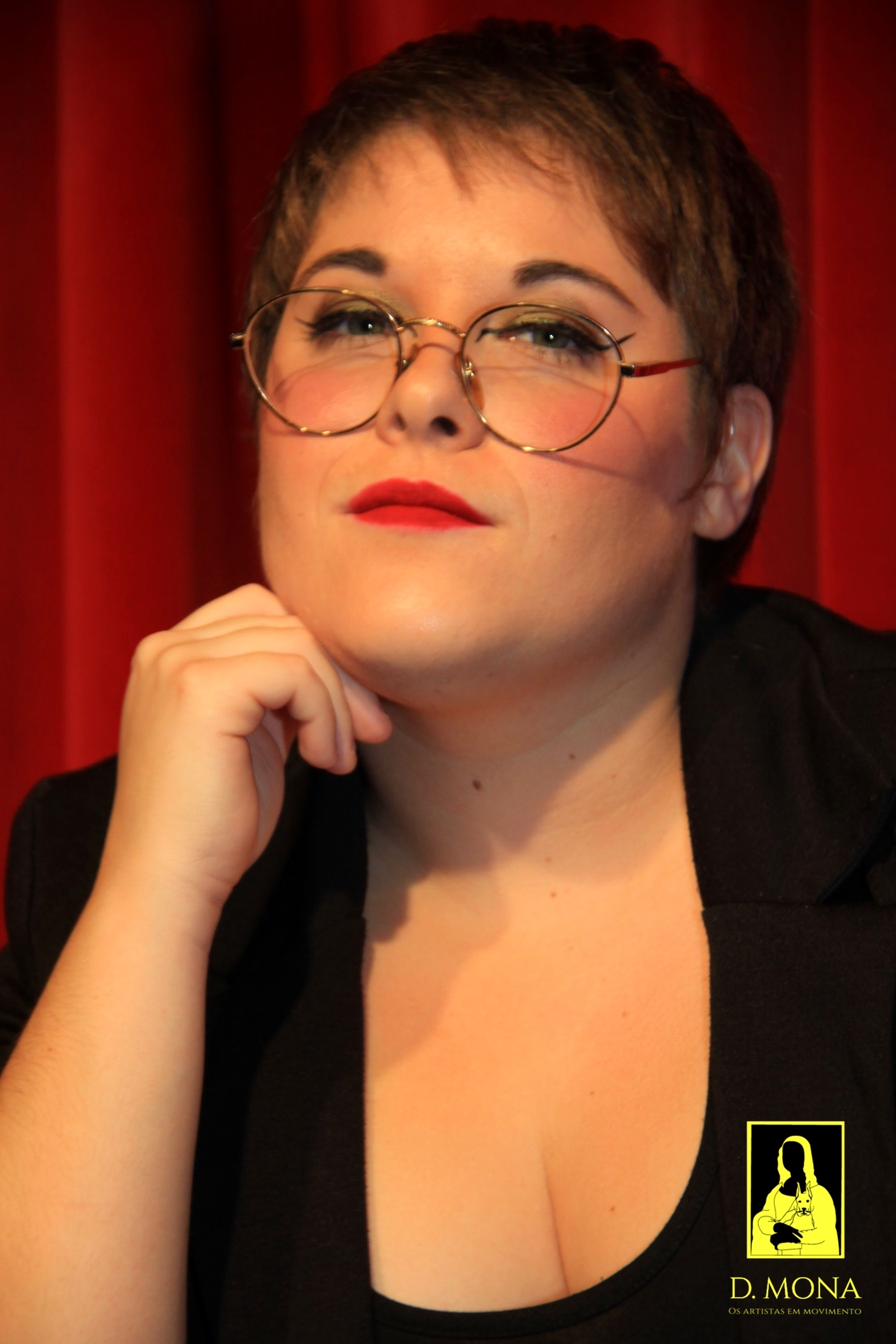
Sílvia Raposo, fundadora da D. Mona Produções
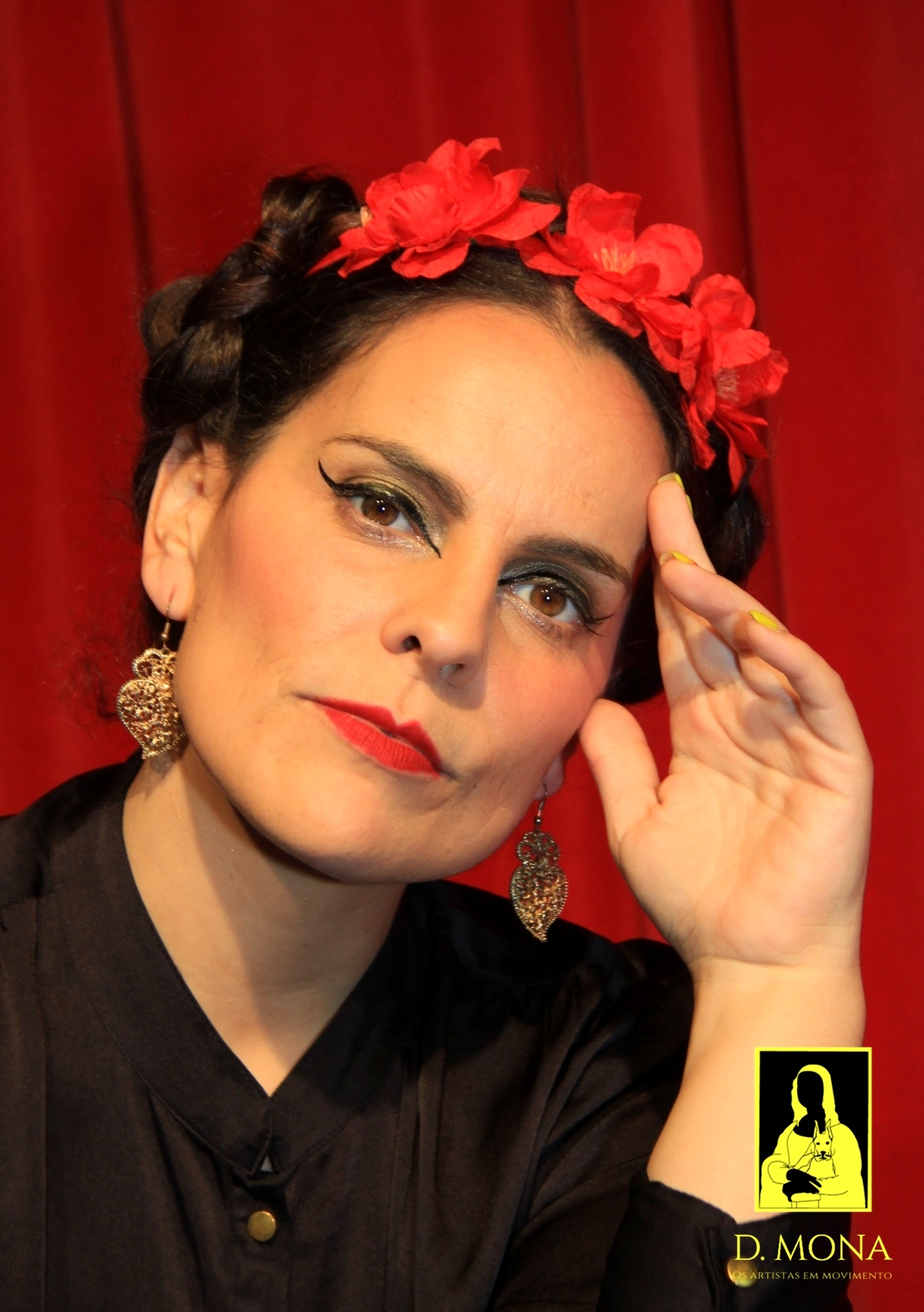
Margarida Camacho, intérprete da D. Mona Produções.
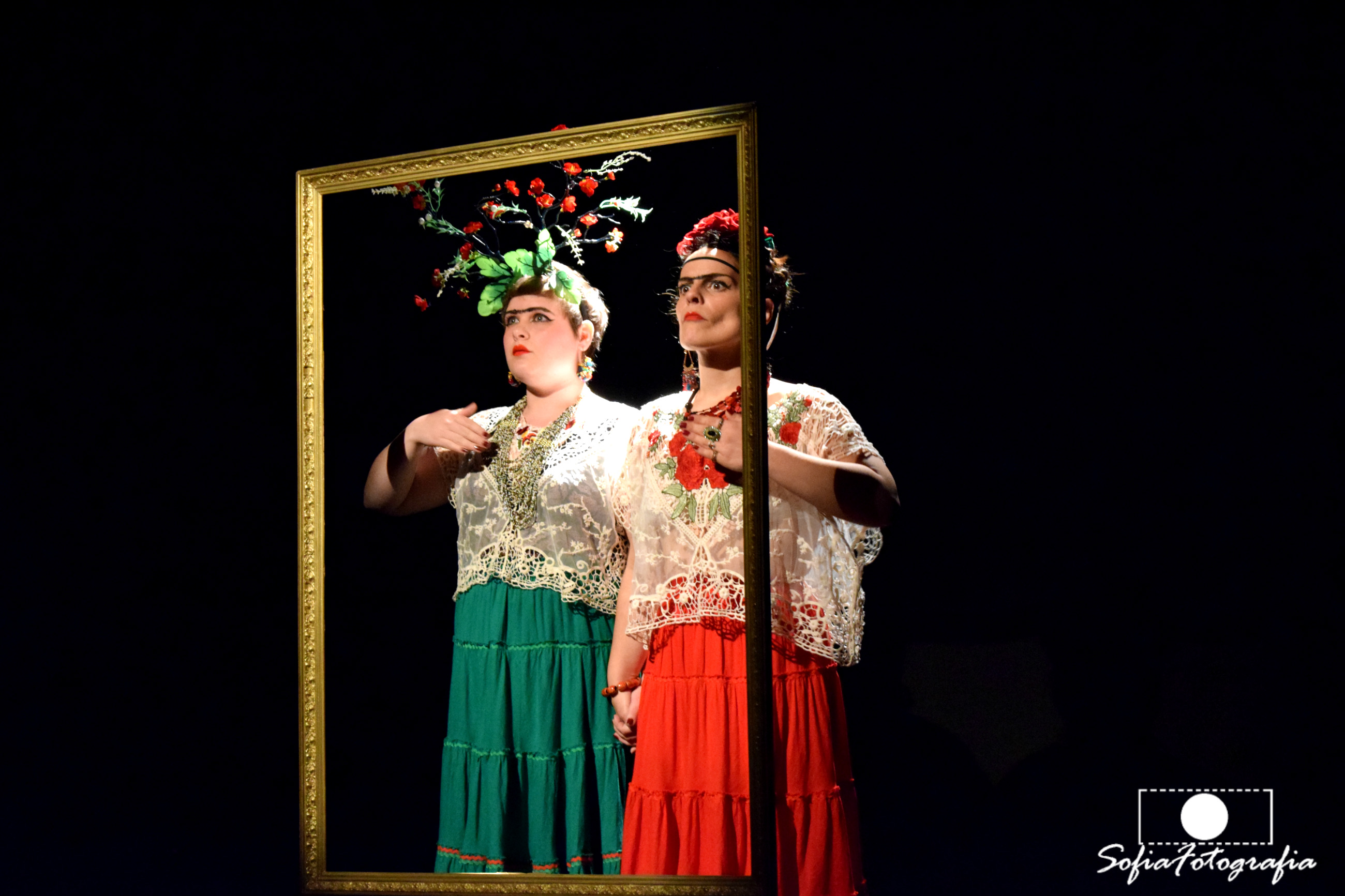
Mónica Kahlo e Margarida Camacho no espectáculo Não Kahlo.
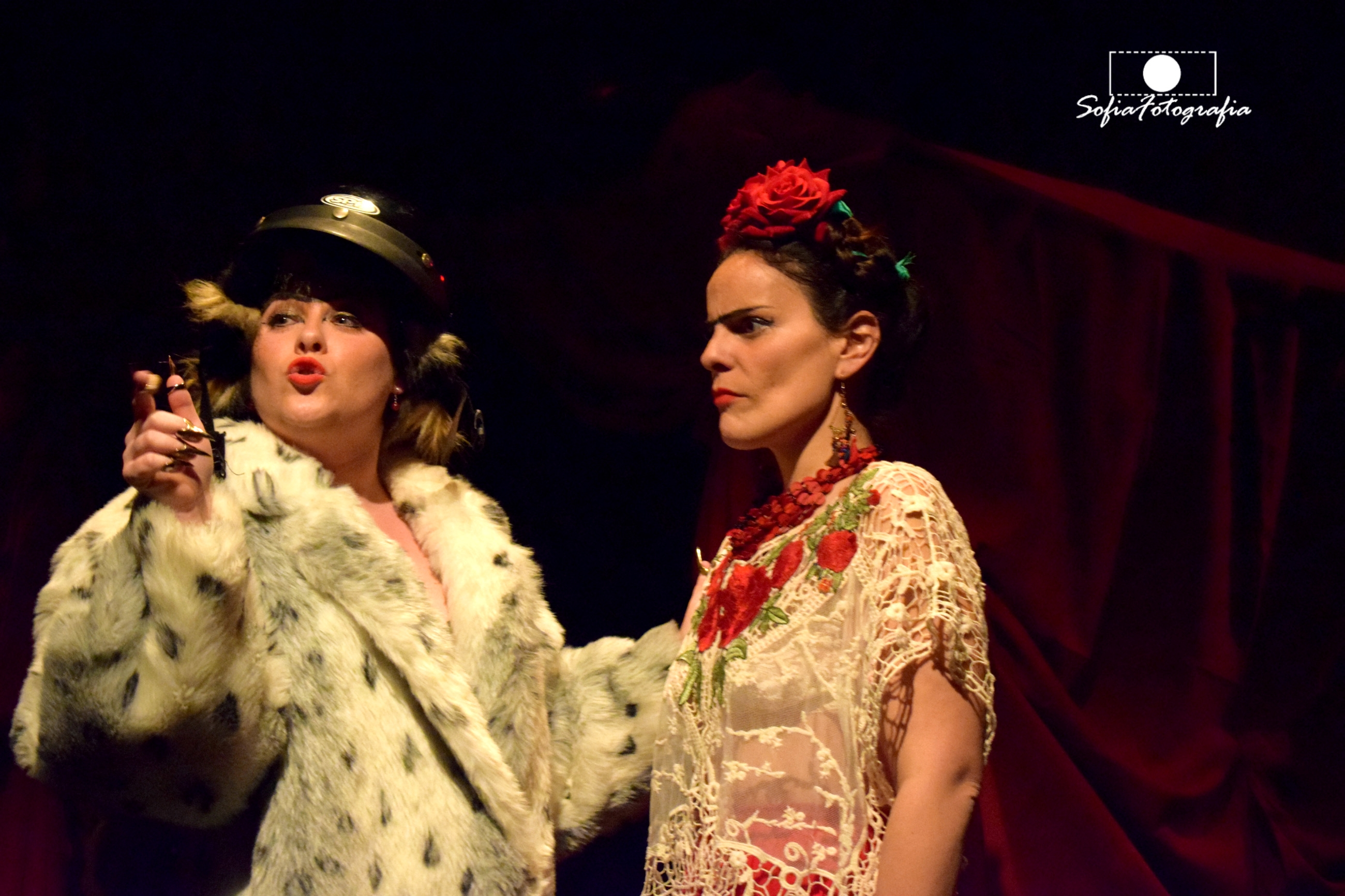
Sílvia Raposo e Margarida Camacho no espectáculo Não Kahlo.
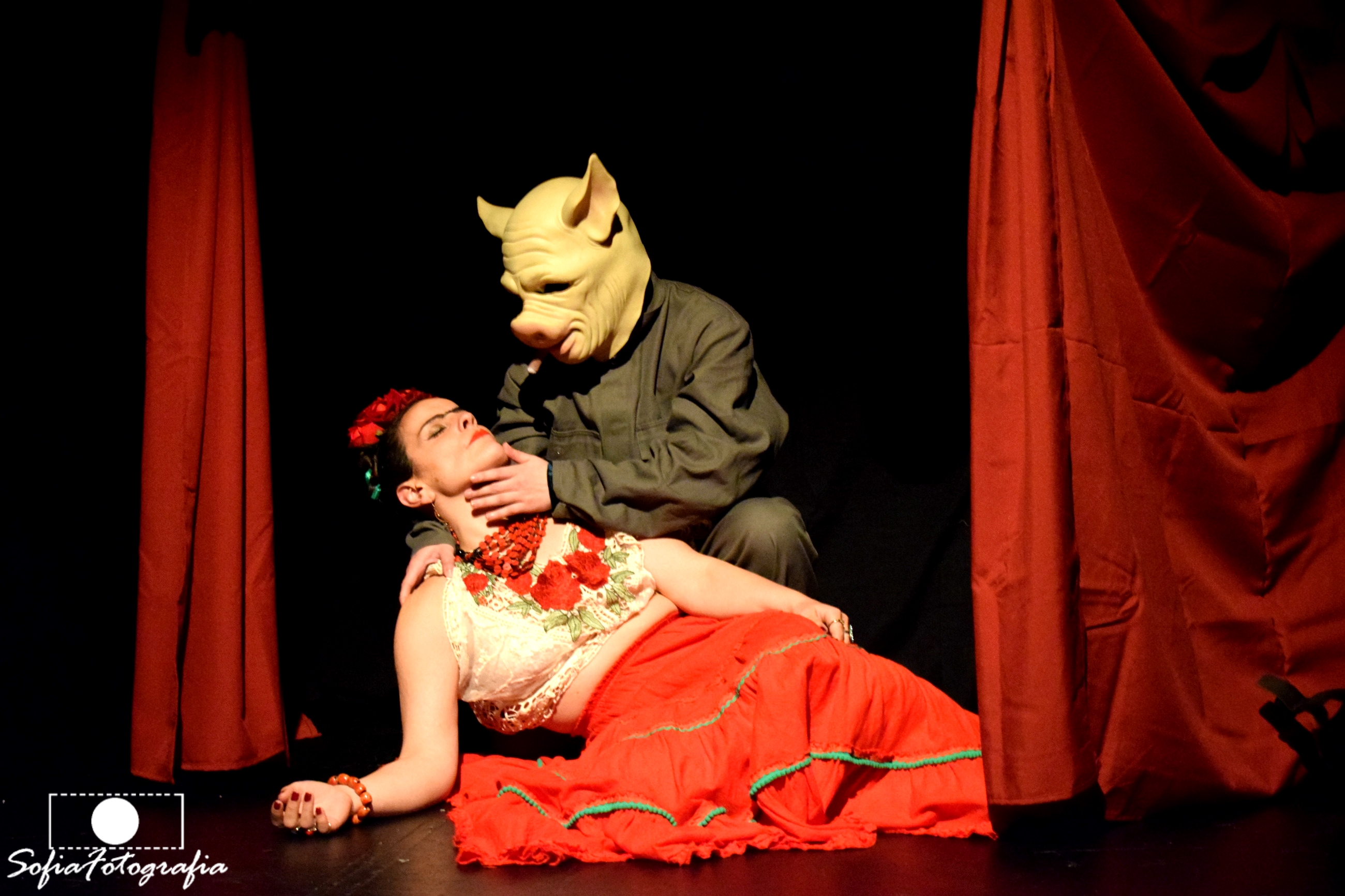
Anabela Pires e Margarida Camacho no espectáculo Não Kahlo.
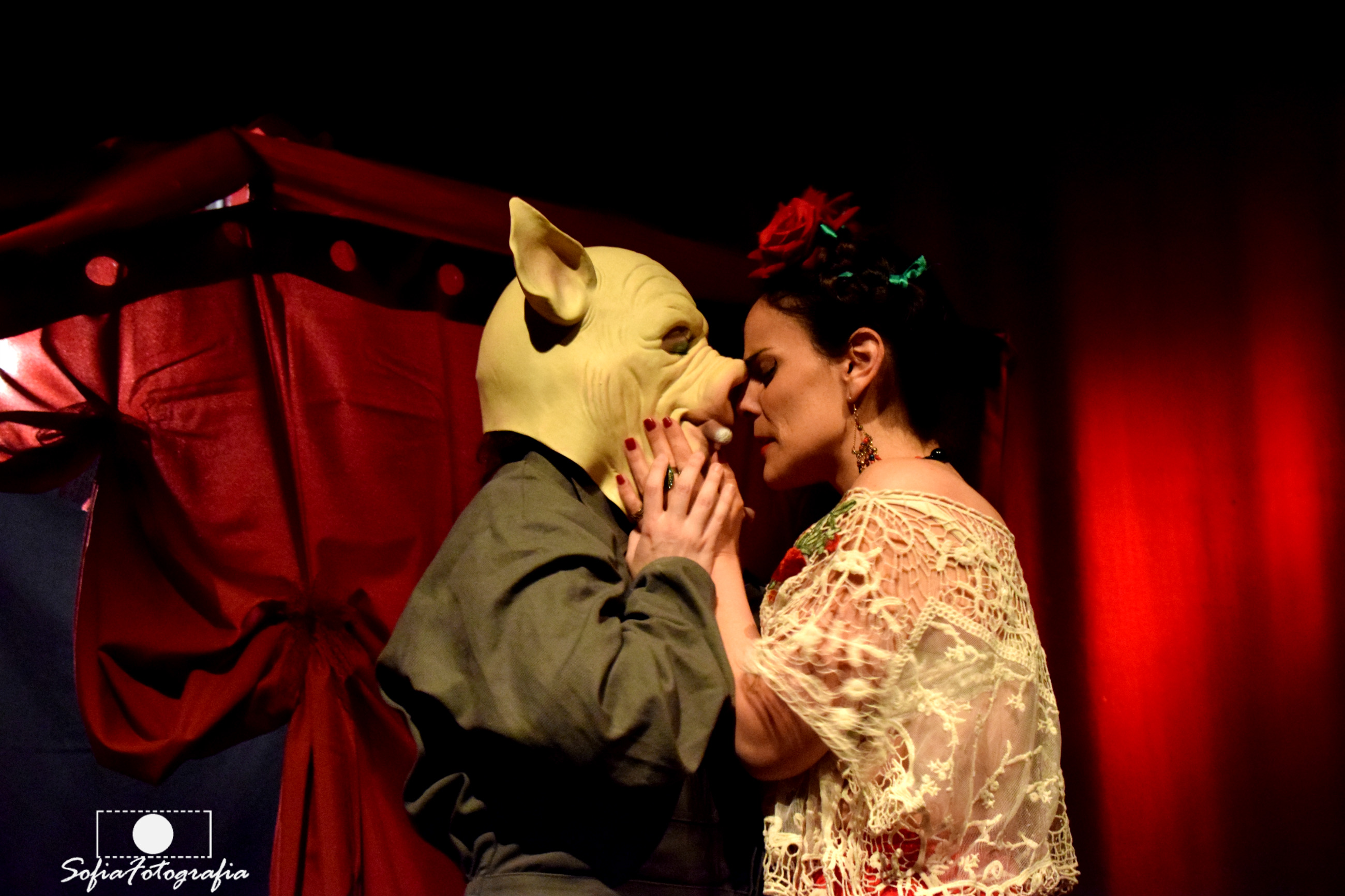
Anabela Pires e Margarida Camacho no espectáculo Não Kahlo.
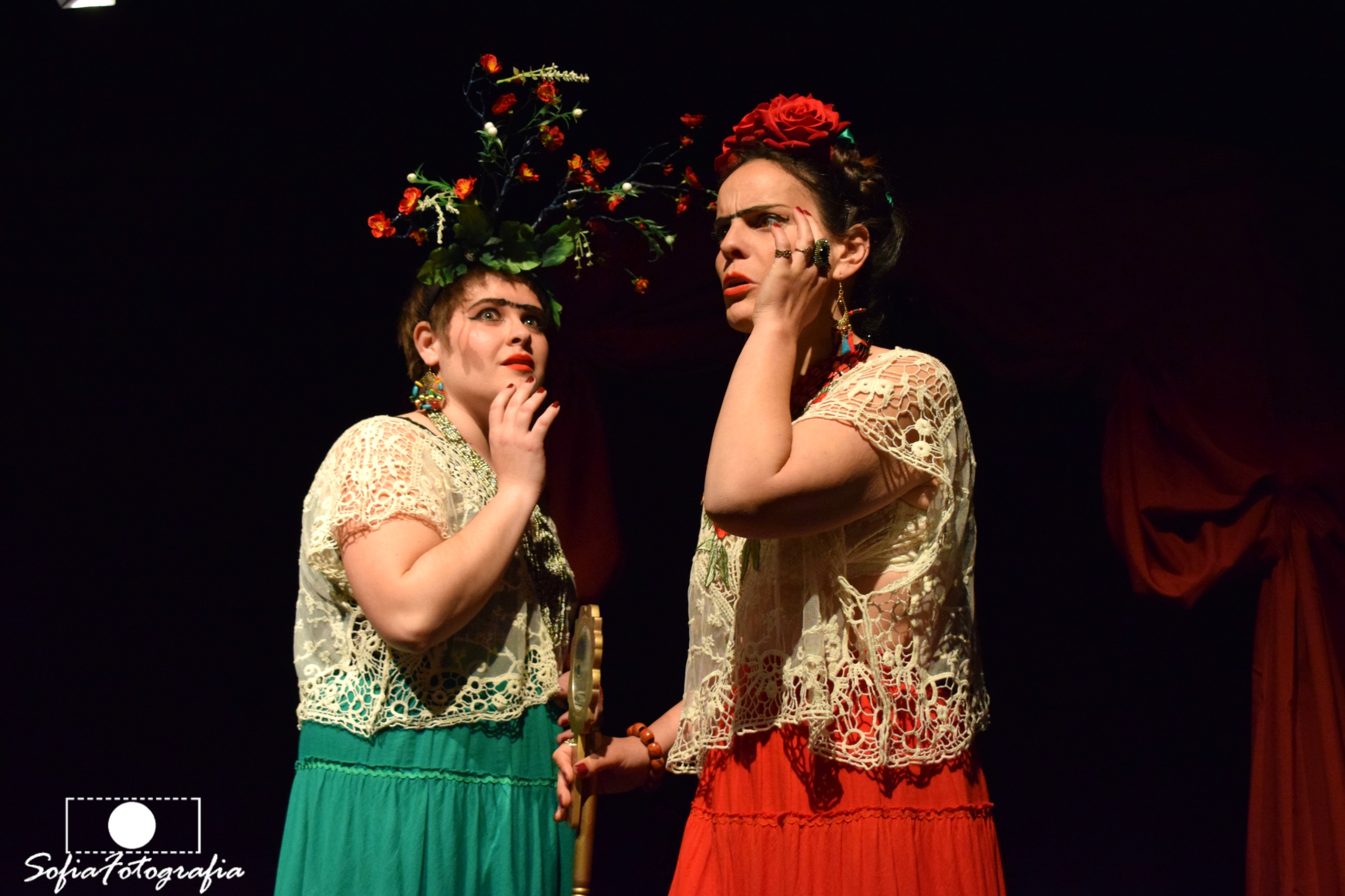
Mónica Kahlo e Margarida Camacho no espectáculo Não Kahlo.
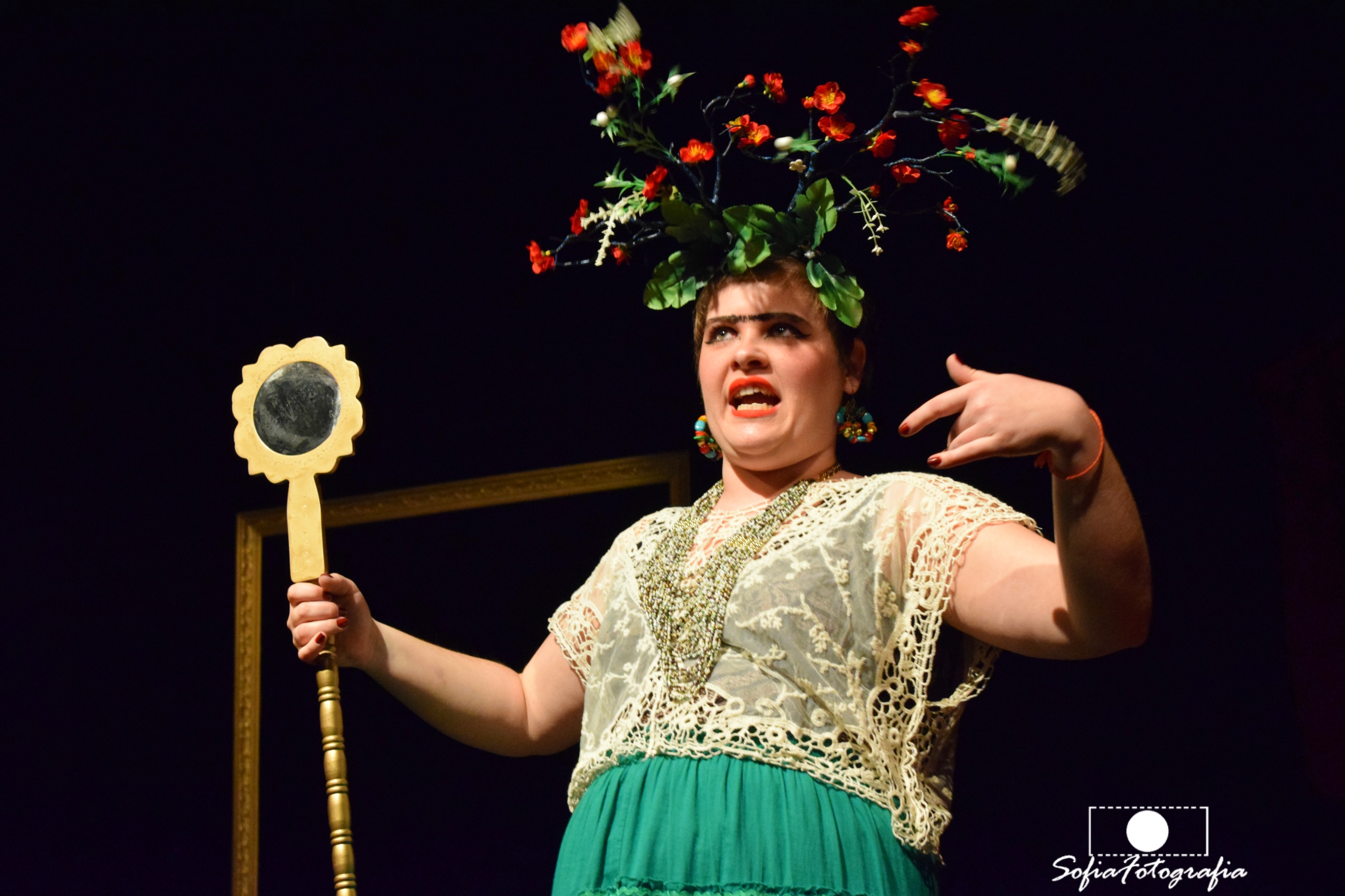
Mónica Kahlo no espectáculo Não Kahlo.
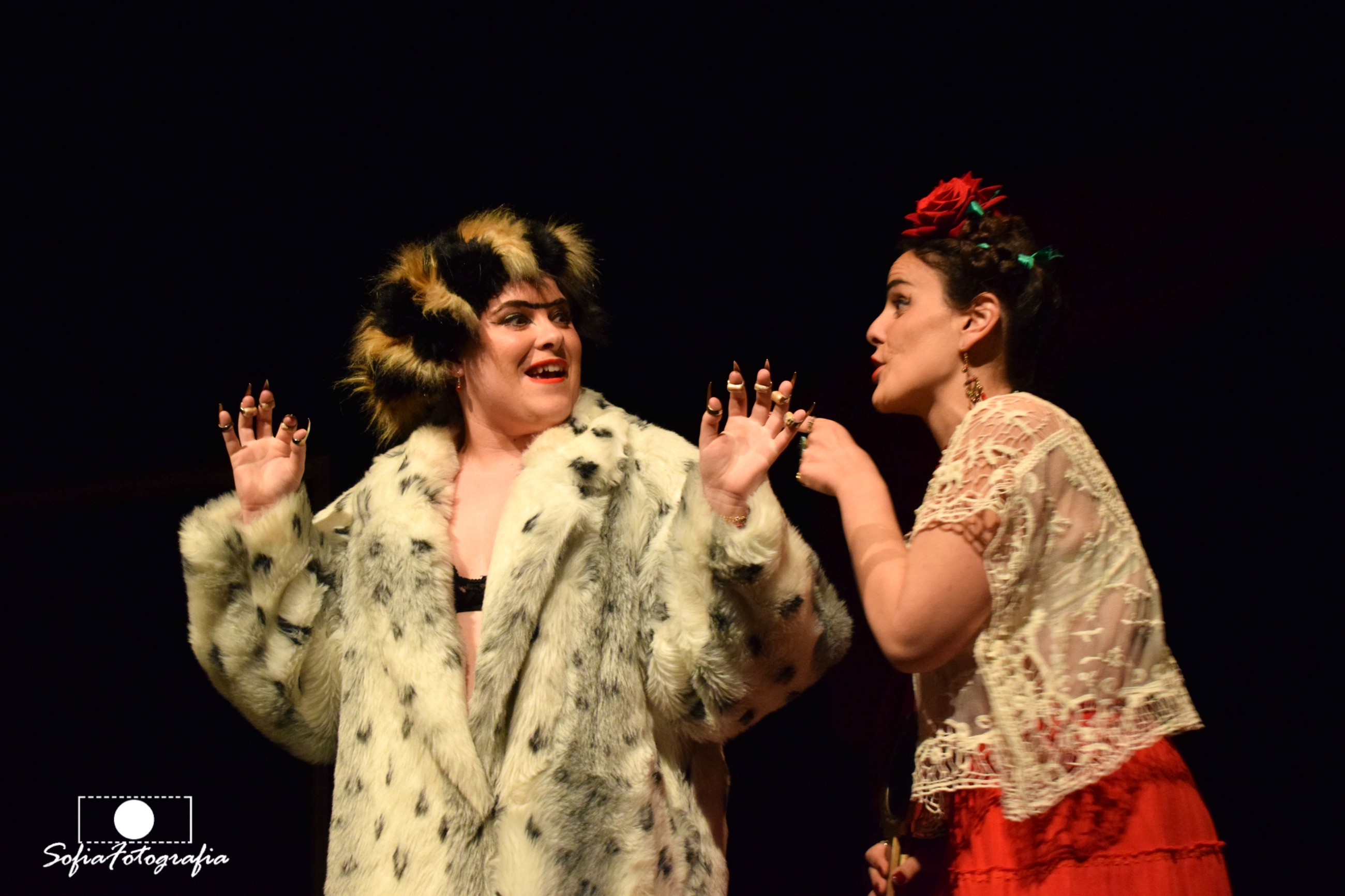
Sílvia Raposo e Margarida Camacho no espectáculo Não Kahlo.
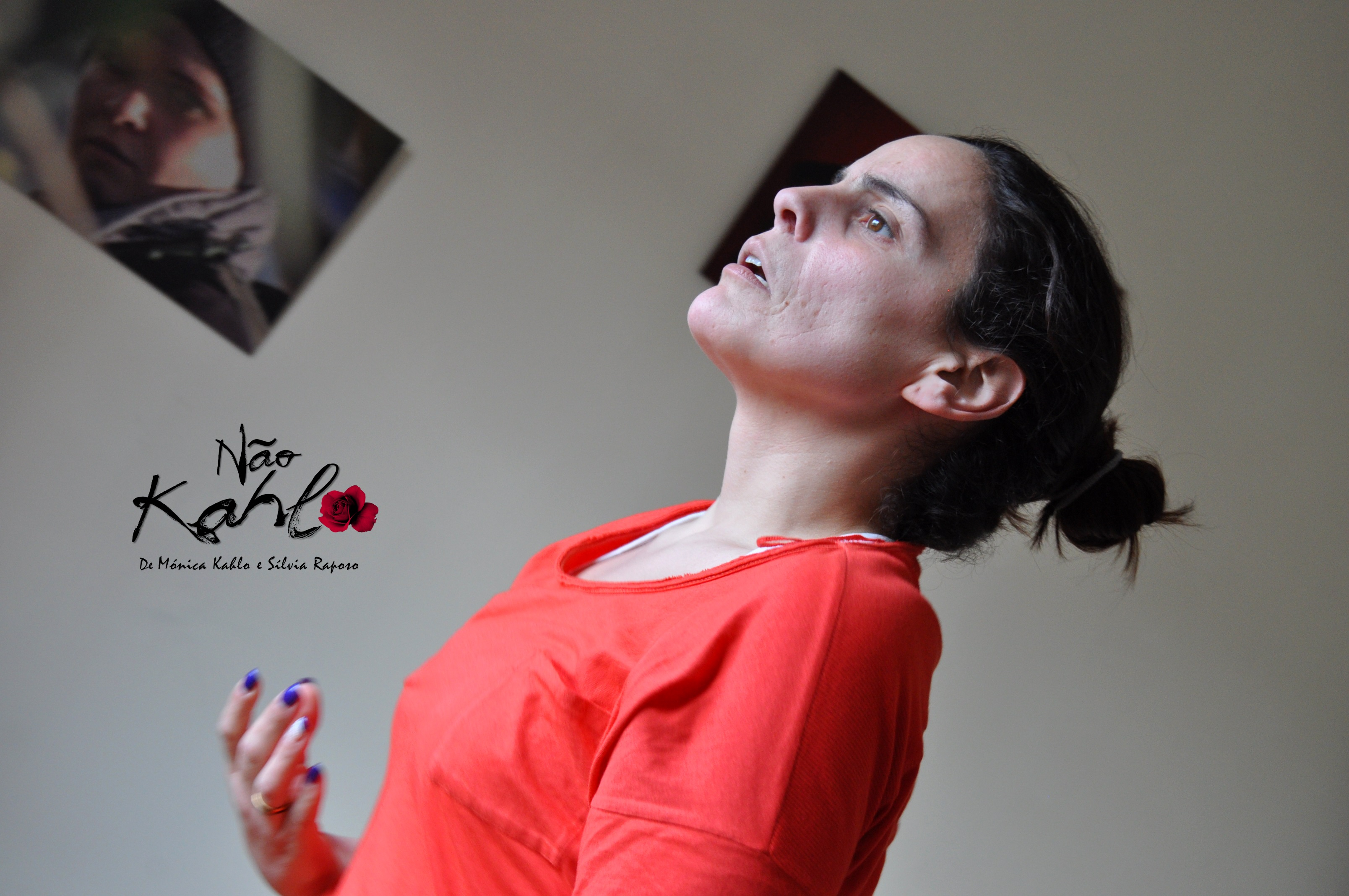
Ensaio de Não Kahlo da D. Mona produções.
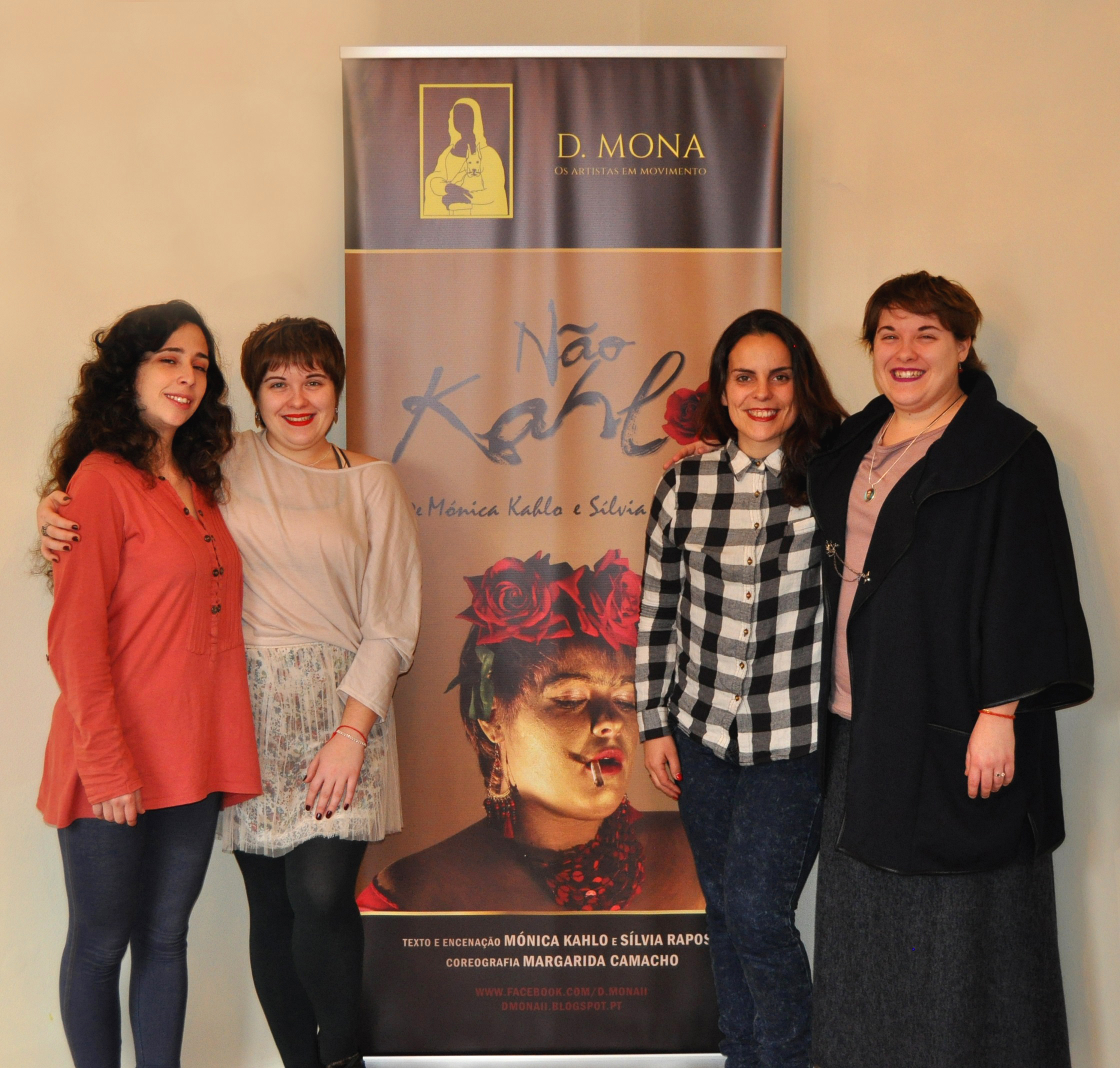
A equipa de D. Mona reunida a propósito do espectáculo Não Kahlo.
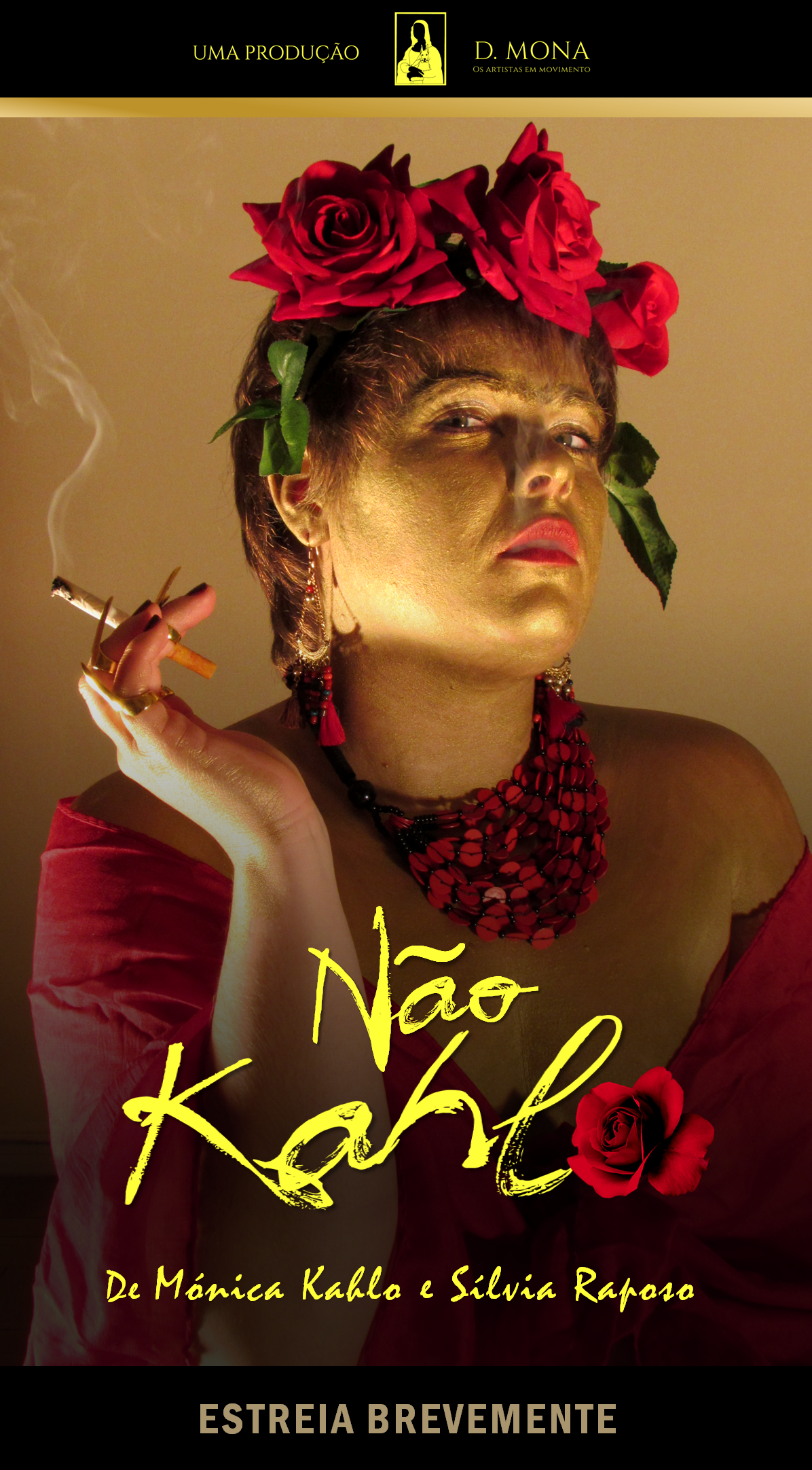
Não Kahlo. Espectáculo da D. Mona Produções.